# Old Ausable Channel

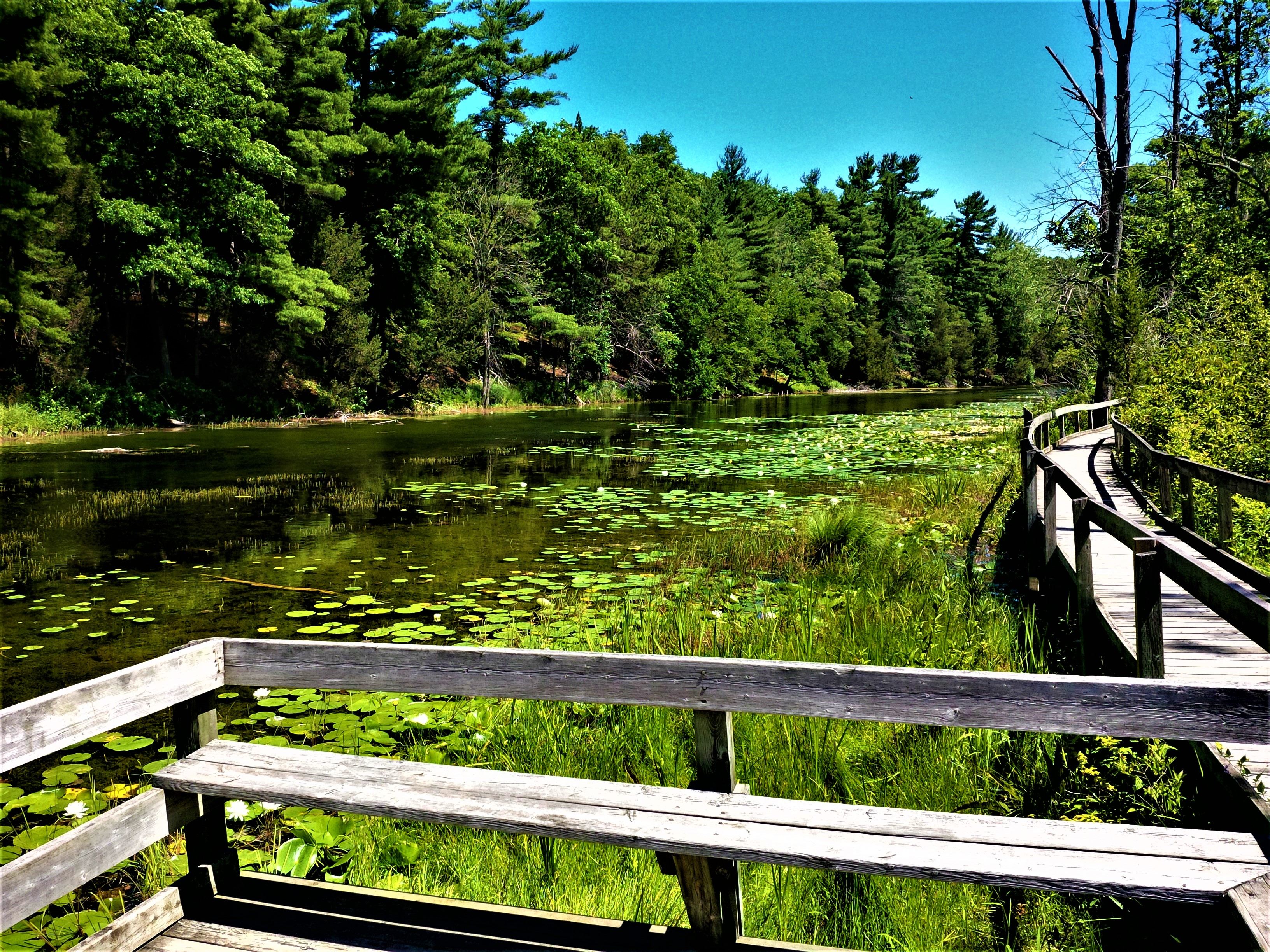
Old Ausable Channel ze ścieżki spacerowej poprowadzonej wzdłuż jego brzegu

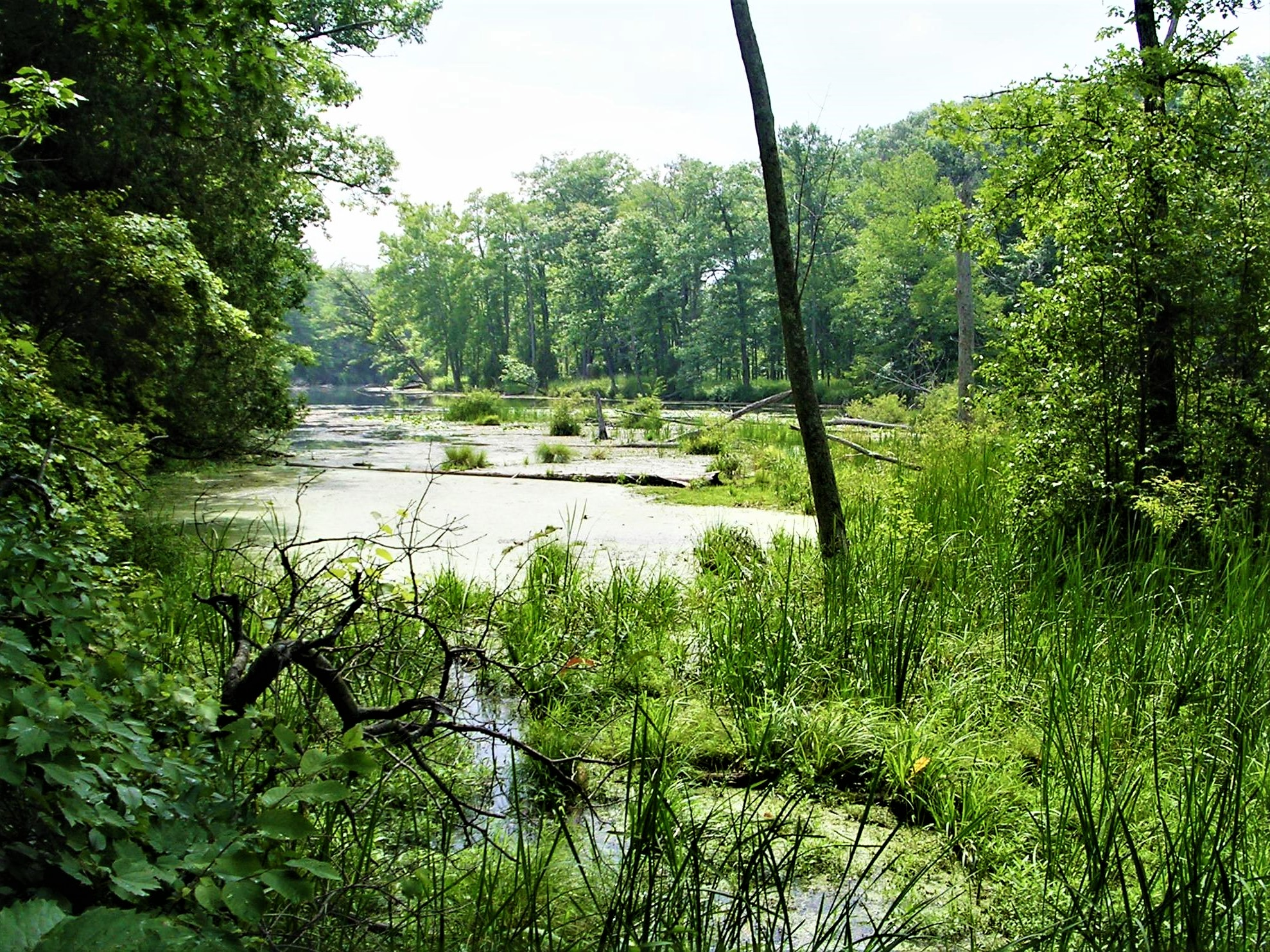
Jedno z bagnistych rozlewisk Old Ausable Channel

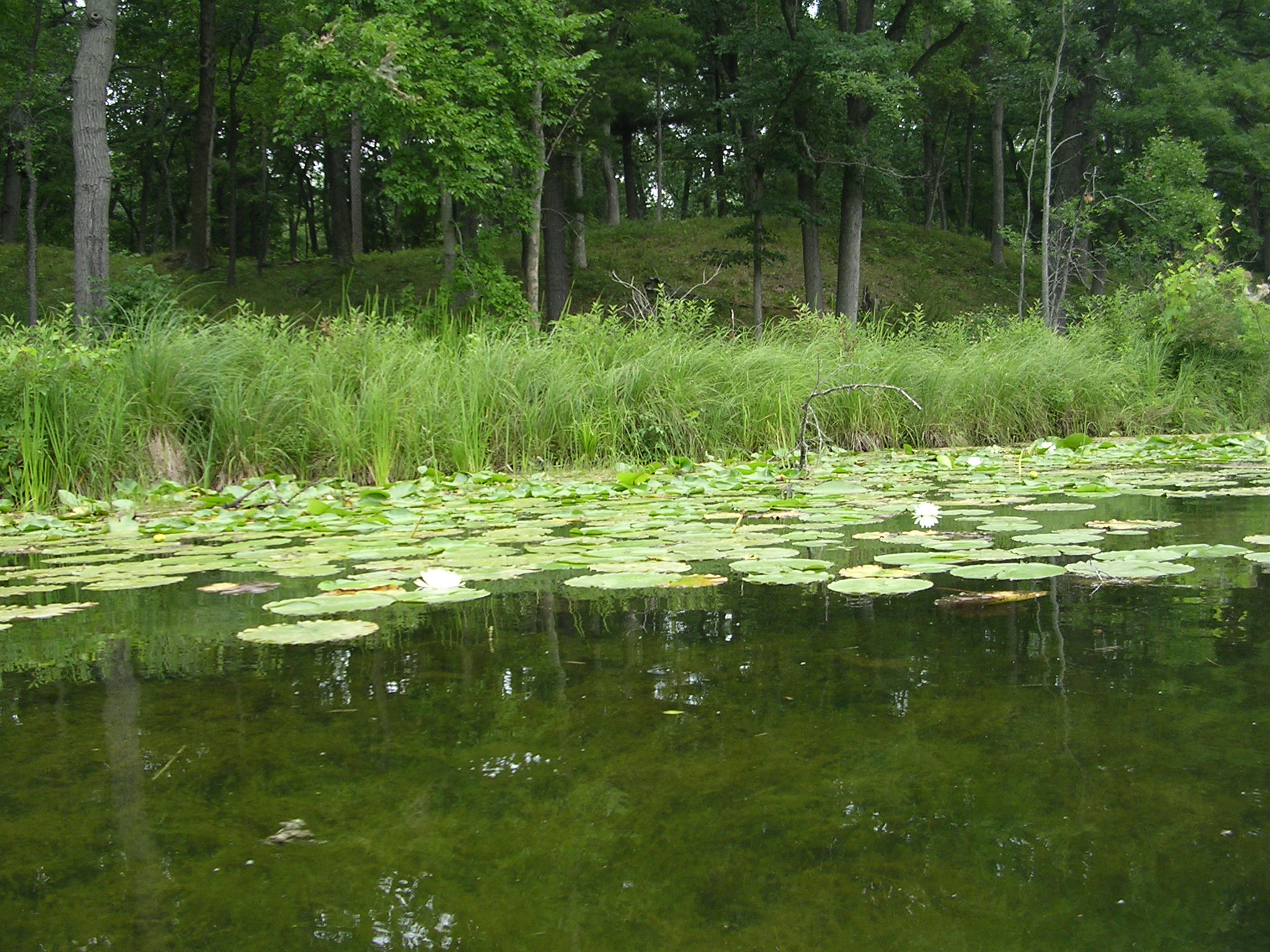
W głębi widoczny jeden z wałów wydmowych, oddzielających Old Ausable Channel od jeziora Huron

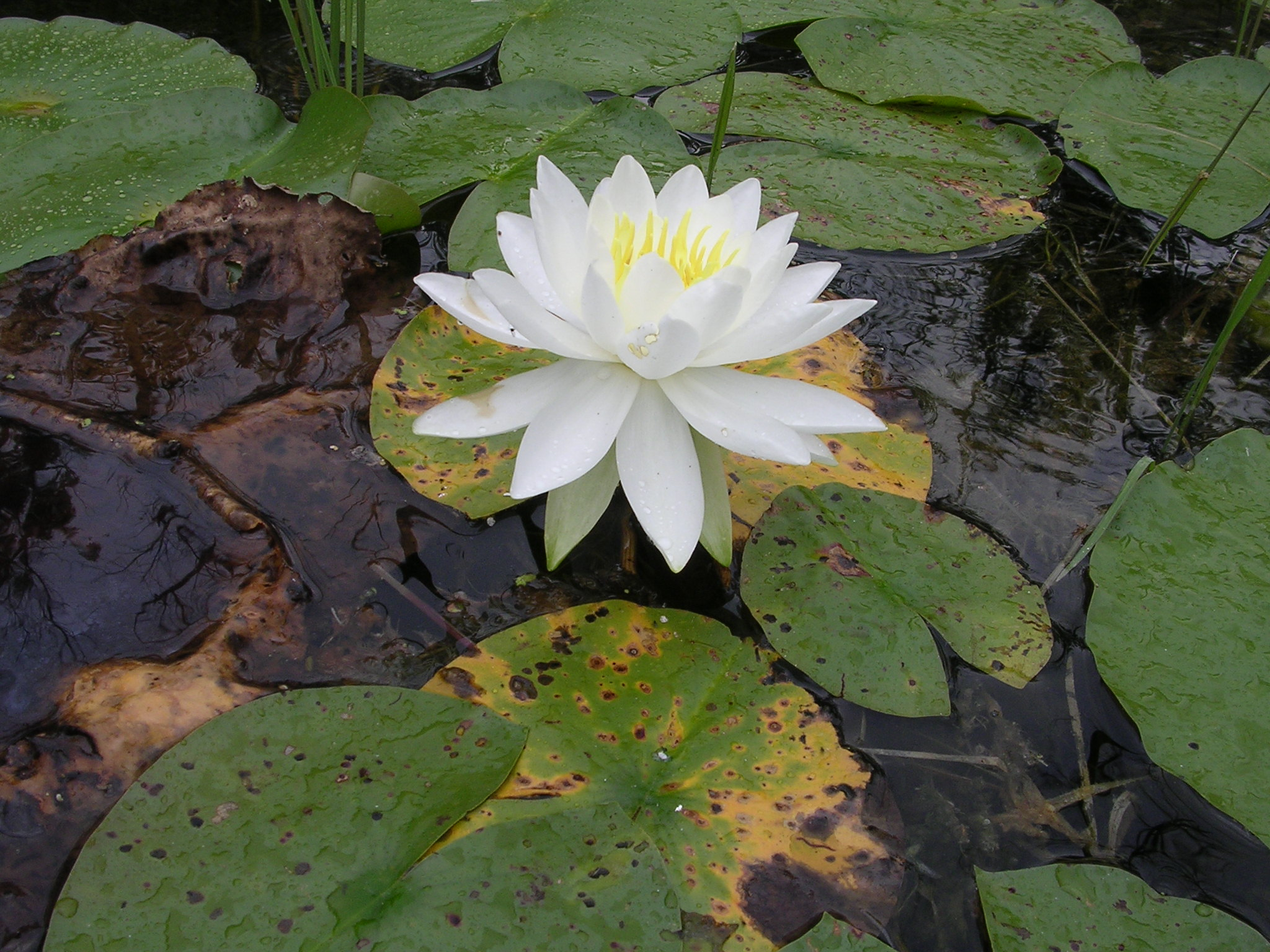
Grzybienie północne na wodach Old Ausable Channel

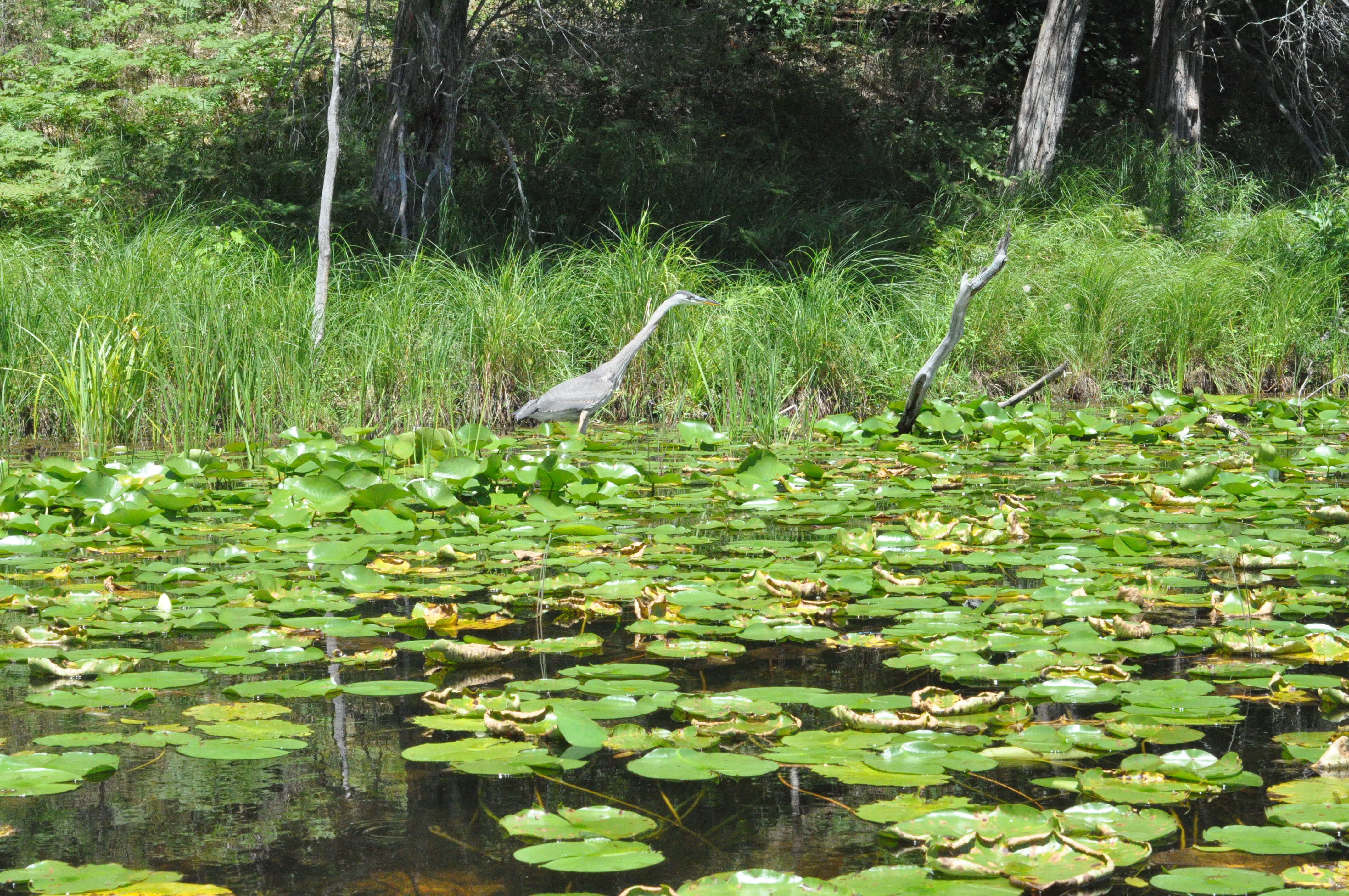
Czapla modra polująca na wodach Old Ausable Channel

Old Ausable Channel (tłum. Stary Kanał (rzeki) Ausable) – słodkowodny zbiornik wodny w południowej części kanadyjskiej prowincji Ontario. Fragment dawnego koryta rzeki Ausable River, długości ok. 14 km.

## Położenie
Old Ausable Channel ciągnie się pomiędzy miejscowościami Grand Bend na północy i Port Franks na południu. Biegnie równolegle do brzegu jeziora Huron, w odległości 500 - 1300 m od niego, oddzielony od jeziora pasem dawnych, zarośniętych już wydm. Ok. 10-kilometrowy odcinek tego zbiornika znajduje się w granicach Pinery Provincial Park.

## Nazwa
Nazwa kanału pochodzi od nazwy rzeki Ausable, której część kiedyś stanowił, zaś ta jest angielską kalką francuskiej Rivière aux sables – czyli „rzeki piaszczystej”.

## Historia
W czasach historycznych rzeka ta płynęła na północ w kierunku Grand Bend, gdzie wykonywała ostry zakręt w lewo. Stąd płynęła dłuższy czas na południowy zachód równolegle do brzegów Huronu (dzisiejszy Old Ausable Channel), po czym w Port Franks skręcała na zachód i uchodziła do jeziora.
Jeszcze w 1875 r., podczas szeroko zakrojonych prac melioracyjnych w okolicy, wykonano przekop (ang. „cut”) i skrócono bieg rzeki, odcinając w pobliżu Port Franks dolny fragment jej koryta (biegnący do Grand Bend i wracający wzdłuż Huronu do Port Franks). W starym korycie płynął dalej już tylko jej prawobrzeżny dopływ, Parkhill Creek.
W 1892 r., siłami końskich zaprzęgów i ludzkich rąk, przekopano w Grand Bend ok. 400-metrowy odcinek starych wydm od wielkiego zakrętu rzeki wprost do jeziora, robiąc jej nowe (obecne) ujście. Prace te wykonano celu skrócenia koryta rzeki Ausable, przyspieszenia jej przepływu i zmniejszenia zagrożenia powodziami na terenach powyżej osady, a także w celu uzyskania dogodnego portu w nowym ujściu rzeki. 

## Charakterystyka
Odcięty w ten sposób dolny fragment rzeki Ausable, długości ok. 14 km, stał się ślepym kanałem. Ma on obecnie szerokość od 20 do 80 m i głębokość od 0,5 do 2,5 m. Stały poziom wody w kanale, zasilanym jedynie opadami i kilkoma drobnymi ciekami wodnymi, utrzymuje się głównie dzięki wysokiemu poziomowi wód gruntowych. We wczesnych latach 60. XX w. wybudowano w granicach obecnego Pinery Park, w dolnej części kanału, zaporę ze śluzą, ułatwiającą utrzymywanie wymaganego poziomu wody w kanale. Minimalny prąd obserwowany jest jedynie wiosną, przy pewnej nadwyżce wód dopływających, i to głównie w „dolnej” części kanału. Latem, poczynając od lipca, dopływ wody do kanału (zmniejszony na skutek okresowego obniżenia się wód gruntowych) jest równoważony przez parowanie i inne naturalne ubytki, więc ruch wody praktycznie ustaje. Najmniejsze ruchy wody obserwowane są w północnej, „górnej” części kanału. Skutkiem tego jest wzrost ilości składników pokarmowych w wodach kanału od strony Grand Bend i wzmożony rozwój glonów i roślin wodnych.

## Wartości przyrodnicze
Kanał stanowi obecnie znaczące stanowisko wodno-błotnej flory i fauny w tej części prowincji Ontario, wymagające ochrony, co było jednym z głównych argumentów za powołaniem Pinery Provincial Park.